# 1-브로모도데케인
1-브로모도데케인(영어: 1-Bromododecane)은 화학식이 Br(CH2)11CH3인 유기 브로민 화합물이다. 1-브로모도데케인은 무색의 액체이다. 1-브로모도데케인은 생물학적 응용을 위한 유기 분자의 친유성 및 소수성을 향상시키기 위한 긴 사슬 알킬화제로 사용된다.

## 생산
대부분의 1-브로모알케인은 1-알켄에 브로민화 수소를 자유 라디칼로 첨가하여 제조된다. 이러한 조건은 1-브로모 유도체를 제공하는 안티-마르코프니코프 첨가로 이어진다.
1-브로모도데케인은 도데칸올을 브로민화 수소산과 황산으로 처리하여 제조할 수도 있다.
CH3(CH2)11OH + HBr  →  CH3(CH2)11Br + H2O

## 같이 보기
- 1-브로모뷰테인
- 2-브로모뷰테인
- 2-브로모헥세인